# Vögnitzmühle
Vögnitzmühle ist ein Gemeindeteil der Gemeinde Sulzheim im unterfränkischen Landkreis Schweinfurt in Bayern. Der Ort liegt in der Gemarkung Vögnitz.

## Lage
Die Einöde liegt am Bimbach, einem linken Zufluss des Unkenbachs. Ein Anliegerweg führt 100 Meter südlich zur Kreisstraße SW 53 bei Mönchstockheim (0,3 km nordöstlich).

## Geschichte
Mit dem Gemeindeedikt (frühes 19. Jahrhundert) wurde Vögnitzmühle der Ruralgemeinde Vögnitz zugewiesen. Im Zuge der Gebietsreform in Bayern wurde Vögnitzmühle nach Sulzheim eingemeindet.